# Tarsius tumpara
Tarsius tumpara is een zoogdier uit de familie van de spookdiertjes (Tarsiidae). De wetenschappelijke naam van de soort werd voor het eerst geldig gepubliceerd door Shekelle et al. in 2008.

## Leefgebied
T. tumpara komt voor op Siau, een eiland van Indonesië.